# Hongkong (eiland)
Hongkong is een eiland in het zuidelijke deel van Hongkong, China. Er wonen ongeveer 1,3 miljoen inwoners op 80,4 km². Het is het grootste eiland na Lantau. Het is van het noordelijker gelegen Kowloon gescheiden door Victoria Harbour.

## Indeling
Er zijn 4 districten:
- Central and Western District
- Eastern District
- Southern District
- Wan Chai